# Andrena tateyamana
Andrena tateyamana là một loài Hymenoptera trong họ Andrenidae. Loài này được Tamasana & Hirashima mô tả khoa học năm 1984.